# Punk à Paris
Le punk à Paris, ou punk parisien, désigne le mouvement et la culture du punk rock à Paris, en France. Le genre y est présent depuis 1977. 

## Histoire
Les premiers groupes issus de quelques individus branchés sur le mouvement londonien représentent un phénomène ultra-minoritaire et n'ont survécu que quelques mois avec quelques concerts et quelques coupures de presse mais ils resteront mythiques : Métal Urbain, Guilty Razors, 1984, Stinky Toys, Asphalt Jungle, etc. Ensuite apparaissent  dès les années 1980 : La Souris déglinguée, Oberkampf, Wunderbach, groupes énergiques qui fidélisent un public alors que des dizaines de groupes se forment dans l'hexagone. La vague du rock alternatif arrive ensuite avec des groupes tels que Les Wampas, Parabellum, Los Carayos, Les Garçons bouchers, Les Négresses vertes, et plus particulièrement Bérurier noir,.
Dès 1972, à Paris, l'Open Market, magasin de disques de Marc Zermati est le lieu ou se rencontrent quelques fans branchés sur les Stooges d'Iggy Pop, Doctor Feelgood, New York Dolls qui formeront plus tard les premiers groupes punks du pavé parisien. Bientôt relayés par des journalistes, Yves Adrien à Rock & Folk, Patrick Eudeline à Best, et Alain Pacadis à Libération. À l'instar de Lester Bangs ou de Nick Kent, tous trois encensent des groupes underground ignorés des médias. Cinq ans plus tard, en 1977, c'est « l'armée punk ». 
En tête, les groupes de la capitale : Asphalt Jungle, Stinky Toys, Métal Urbain, Bijou, 1984, Juste derrière, la vague rouennaise (Dogs, Olivensteins) et la vague lyonnaise (Starshooter, Electric Callas, Marie et les Garçons). Le punk-rock français est né, les groupes poussent comme des champignons mais chacun a un style différent, bien différent des anglais. Les jeunes punks sont avant tout des individus qui profitent de l'excitation ambiante pour s'exprimer et renouveler le rock  sans tabou. Téléphone et Trust doivent tout à ces mohicans de la première heure. Mais en 1978, le mouvement apparaît trop extrême pour pouvoir durer. La France n'est pas le Royaume-Uni, d'autant plus que Plastic Bertrand vient de sortir le titre parfait. Et en 1979-1980, c'est déjà un autre monde, une autre génération.
En 2006, plusieurs groupes parisiens se revendiquent toujours du punk comme Paris Violence ou Guerilla Poubelle.

## Groupes notables
- Asphalt Jungle
- Bérurier noir[3]
- Dead Pop Club
- Hogwash
- Guerilla Poubelle
- Guilty Razors
- Hot Pants
- La Souris déglinguée[2]
- Le Pélican frisé
- Les Betteraves
- Les Cadavres
- Les Garçons bouchers
- Les Négresses vertes
- Les Sales Majestés
- Les Rats
- Les Vieilles Salopes
- Les Wampas
- Los Carayos
- Lucrate Milk
- Ludwig von 88
- Mano Negra
- Métal Urbain[1]
- Oberkampf
- Parabellum
- Paris Violence
- Stinky Toys
- Union Jack
- Warum Joe
- Wunderbach